# علم الرخويات
علم الرخويات (بالإنجليزية: Malacology)‏، هو أحد أفرع علم الحيوانات اللافقارية التي تختص بدراسة الرخويات التي تمثل ثاني أكبر مجموعة في المملكة الحيوانية من حيث كثرة أنواعها وانتشارها بعد المفصليات، وتشمل الرخويات حيوانات محار الماء العذب وبلح البحر والقواقع الصحراوية والحبار والأخطبوط وبعض الأنواع الأخرى، ويتشعب من علم الرخويات بعض الأفرع أحدها هو علم الأصداف وكذلك نوعٌ آخر من العلوم الذي يختص بالدراسة عن رأسيات القدم.